# ماكسيميليانو بيليرينو
ماكسيميليانو بيليرينو (بالإسبانية: Maximiliano Pellegrino)‏ (مواليد 26 يناير 1980 في روساريو - الأرجنتين) لاعب كرة قدم أرجنتيني يلعب حاليا لصالح نادي الدرجة الأولى أتالانتا الإيطالي منذ 2007 في مركز قلب الدفاع .

## روابط خارجية
- ماكسيميليانو بيليرينو على موقع قاعدة بيانات كرة القدم.إي يو (الإنجليزية)
- ماكسيميليانو بيليرينو على موقع Soccerway.com (الإنجليزية)
- ماكسيميليانو بيليرينو على موقع عالم كرة القدم.نت (الإنجليزية)